# 征龍之路
《征龍之路》是由Acquire開發的智慧型手機遊戲。此遊戲是結合角色扮演遊戲及方塊組合排列消除元素進行戰鬥的益智遊戲。為基本遊玩免費，部分道具收費。iOS版本於2012年11月1日發布，Android版本於2013年2月12日發布。最終於2017年4月24日更新為離線遊戲圖鑑供玩家下載留念，並結束營運。